# Cantó de Donzenac
El cantó de Donzenac és un cantó francès del departament de la Corresa, situat al districte de Briva la Galharda. Té sis municipis i el cap és Donzenac.

## Municipis
- Alassac
- Donzenac
- Sadran
- Senta Fereòla
- Sent Pardos l'Urtigier
- Sent Viance

## Història
| Data d'elecció                           | Identitat       | Partit | Qualitat |
| ---------------------------------------- | --------------- | ------ | -------- |
| 1973-1979                                | M. Bounaix      | RPR    |          |
| 1979-1983                                | Gaston Delaunay | PCF    |          |
| 1983-1992                                | Roger Leyriat   | RPR    |          |
| 1992-1998                                | Charles Morand  | RPR    |          |
| 1998-                                    | Gilbert Fronty  | PS     |          |
| les dades anteriors no són pas conegudes |                 |        |          |
|                                          |                 |        |          |

| 1962  | 1968  | 1975  | 1982  | 1990  | 1999  | 2006   |
| ----- | ----- | ----- | ----- | ----- | ----- | ------ |
| 7.922 | 8.518 | 8.402 | 8.939 | 9.460 | 9.569 | 10.448 |